# 賀俞
贺俞（?—?）榜名焕章，字赓云。江苏丹阳人。清末民初官员。 

## 生平
贺俞是光绪十九年（1893年）恩科举人。光绪二十九年（1903年）会试，挑取誊录。游学日本法政大学。毕业后，贺俞归国，任大理院行走，补民科第二厅推事，兼署总检察厅检察官。
中华民国成立后，他曾任平政院评事。

## 著作
- 姜瑞璘，孙国钧，贺俞等纂，丹阳县志补遗
- 姜瑞璘，孙国钧，贺俞总纂，丹阳县续志